# ソンドリオ
ソンドリオ（イタリア語: Sondrio ( 音声ファイル)）は、イタリア共和国ロンバルディア州北部にある都市で、その周辺地域を含む人口約2万1000人の基礎自治体（コムーネ）。ソンドリオ県の県都である。

## 名称
Sondrio は /ˈsondrjo/もしくは/ˈsɔndrjo/ と発音される。
標準イタリア語以外では以下の名称を持つ。
- ロンバルド語: Sùndri
- ロマンシュ語: Sunder
- ドイツ語: Sünders
- ラテン語: Sundrium

## 地理

### 位置・広がり
ソンドリオ県中部、ヴァルテッリーナに位置するコムーネ。ソンドリオの市街は、サンモリッツの南約36km、ルガーノの東北東約74km、ブレシアの北北西約75km、州都ミラノの北東約95km、トレントの西約95kmに位置する。

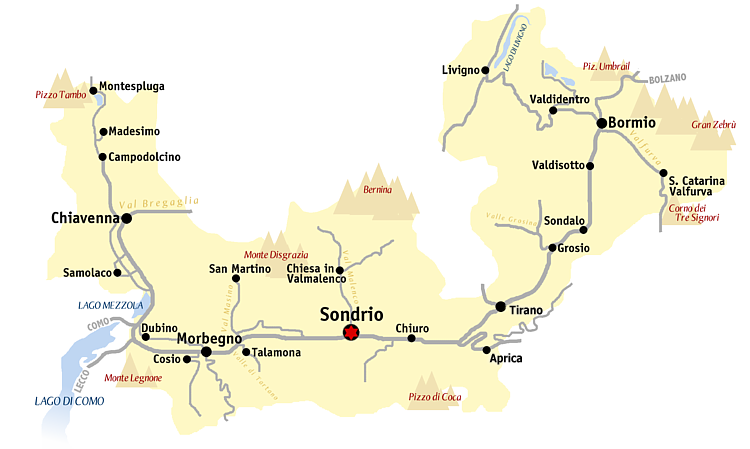
ソンドリオ県概略図

#### 隣接コムーネ
隣接するコムーネは以下の通り。
- トッレ・ディ・サンタ・マリーア - 北
- スプリアーナ - 北
- モンターニャ・イン・ヴァルテッリーナ - 東
- ファエード・ヴァルテッリーノ - 南東
- アルボザッジャ - 南
- カイオーロ - 南西
- カスティオーネ・アンデヴェンノ - 西

### 地勢・地形
- 河川：アッダ川、マッレロ川 (it:Mallero)

### 地震分類
イタリアの地震リスク階級 (it) では、3 に分類される
。

## 歴史
現代のソンドリオの地には、ローマ時代にランゴバルド人によって兵営が築かれた。Sundrium という当時の地名は、彼らの言葉で「独占的な財産」という意味で、この都市と周辺地域を治めていた自由身分の人々の状況を示している。
ロンバルド王国が滅亡すると、ソンドリオは神聖ローマ帝国の一部となった。1040年には、ヴァルテッリーナ地方の大部分を統治したヴィッツォーラのカピタネイ家（Capitanei）が、ハインリヒ2世からこの土地を与えられた。
1310年から1335年にかけて、ソンドリオは近隣のコモとともに教皇派と皇帝派の抗争に巻き込まれ、ミラノと争った。ソンドリオは数度にわたるコマスキ家（Comaschi）による攻撃を退けるものの、1335年にはソンドリオとヴァルテッリーナ地方はヴィスコンティ家のミラノ（のちにミラノ公国）の軍門に降ることとなった。
16世紀後半から18世紀にかけて、ソンドリオはヴァルテッリーナの首府として、グラウビュンデンの「灰色同盟（Tre Leghe Grigie）」によって統治された。宗教改革に際してソンドリオは、カトリックを奉じるヴァルテッリーナの人々と、プロテスタントを奉じるグラウビュンデンの人々との間の、激しい抗争の舞台となった。1620年、ジャコモ・ロブステッリに率いられた市民は、180人のプロテスタントを殺害し、ヴァルテッリーナの独立を宣言した。
ナポレオンがこの地に進攻すると、チザルピーナ共和国に編入された。ナポレオン没落後はオーストリア帝国の一部であるロンバルド＝ヴェネト王国に編入されたが、ソンドリオの人々は独立のために勇敢にたたかった。

## 行政

### 山岳部共同体
広域行政組織である山岳部共同体「ヴァルテッリーナ・ディ・ソンドリオ山岳部共同体」 (it:Comunità montana della Valtellina di Sondrio) の事務所所在地である。

### 分離集落
ソンドリオには以下の分離集落（フラツィオーネ）がある。
- Arquino, Colda, Ligari, Moroni, Mossini, Ponchiera, Sant'Anna, Sassella, Triangia, Triasso, Gualtieri

## 社会

### 経済・産業
ソンドリオとその周辺地域はブドウの生産地として、とくに高品質のワインの醸造に用いられるサッセッラやグルメッロの生産地として知られている。ワインは、観光業（特に冬季の観光）とともに、この地域の経済を支えている。
ソンドリオの経済のもう一つの重要な要素は、銀行業である。 Banca Popolare di Sondrio と Credito Valtellinese はソンドリオに本社を置き、ミラノ証券取引所に上場されている。

## 観光

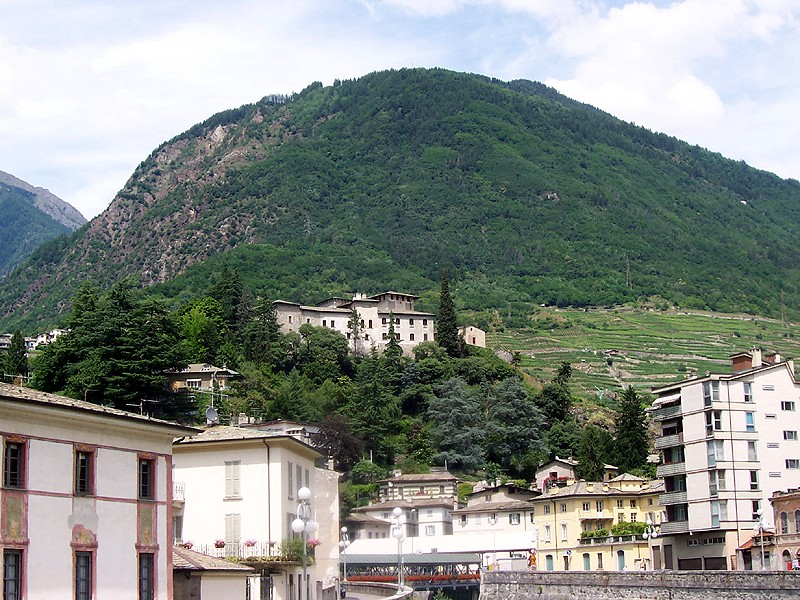
マセグラ城

ソンドリオの中心はガリバルディ広場（Piazza Garibaldi）である。そこからほど近いパラッツォ・サッシ（Palazzo Sassi）は、ヴァルテッリーナ歴史美術博物館 (it:Museo valtellinese di storia e arte) となっている。
ヴァルマレンコを経てスイスとを結ぶ古代以来の道路に沿い、街を見下ろす場所にマセグラ城 (it:Castel Masegra) がある。この城は、グラウビュンデンによる統治の歴史に関する博物館 (it:Museo storico Castello Masegra) になっている。

## 姉妹都市
- ジンデルフィンゲン （ドイツ）
- ラドヴリツァ （スロベニア）
- São Mateus （ブラジル）

## 人物

### 著名な出身者
- ピエール・ルイージ・ネルヴィ - 建築家